# Зубарев, Александр Гордеевич

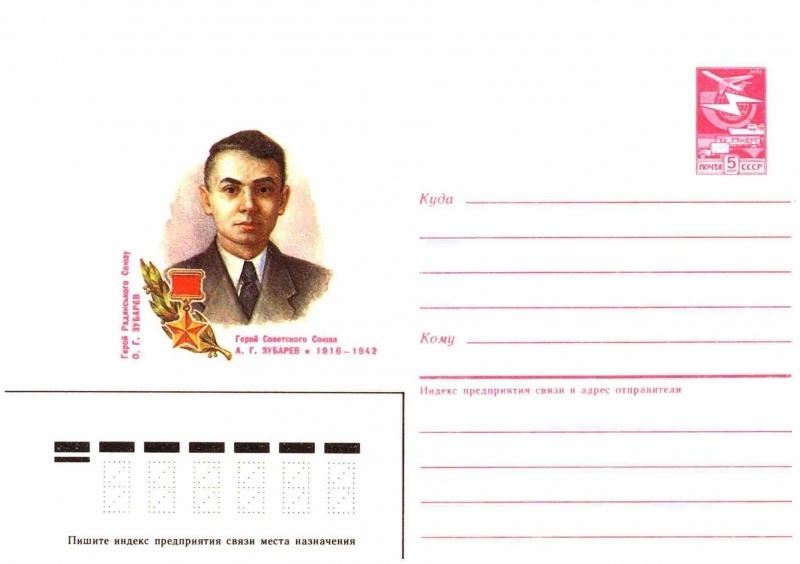
Почтовый конверт СССР.

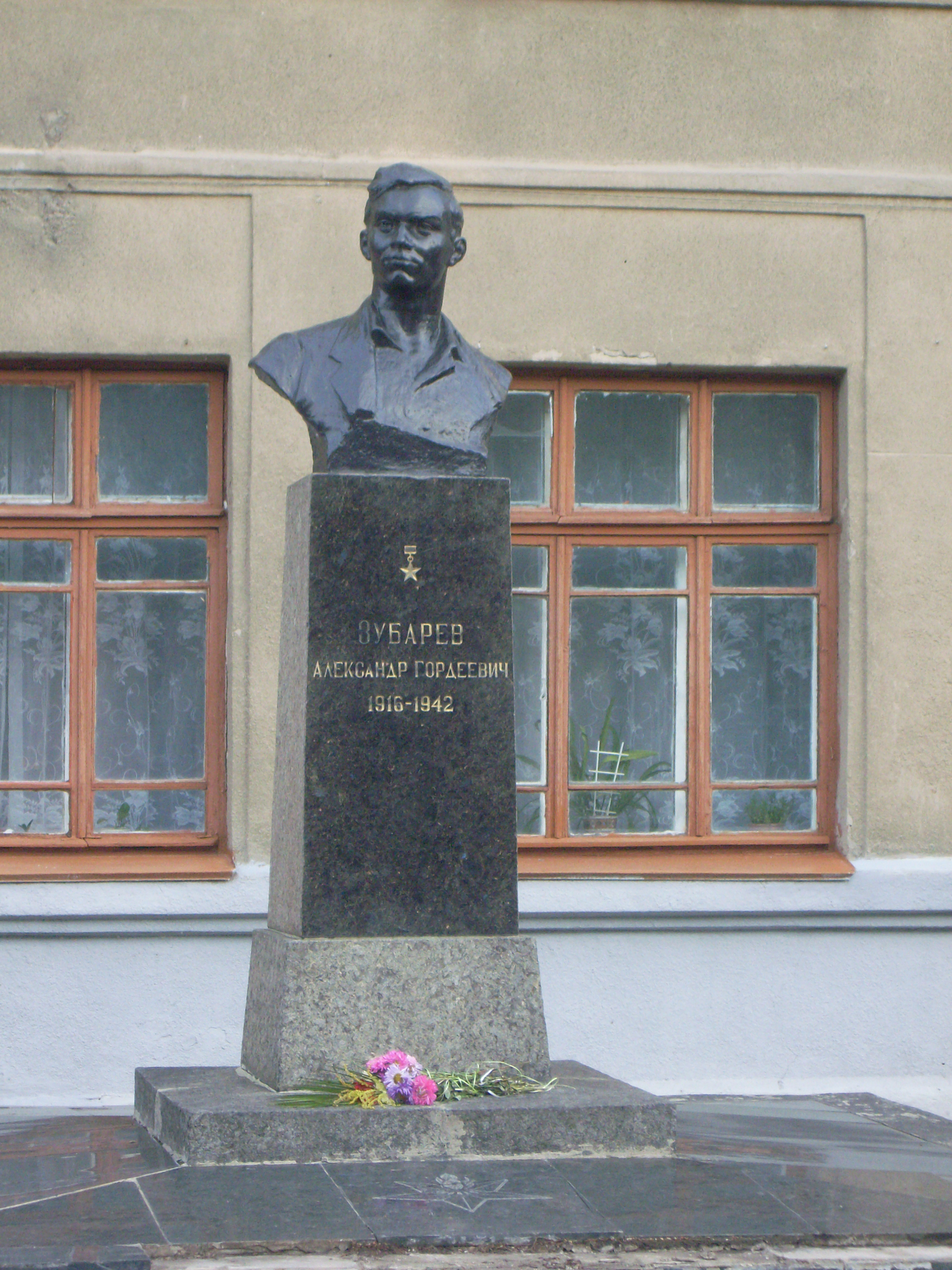
Бюст Зубареву возле школы в посёлке ХТЗ в Харькове, в которой он работал накануне ВОВ.

Алекса́ндр Горде́евич Зу́барев (1916, Дружковка — 1942, Харьков) — учитель географии, первый секретарь Харьковского подпольного обкома комсомола. Герой Советского Союза.

## Биография
Родился 29 августа 1916 года в городе Дружковка, ныне Донецкой области Украины, в семье рабочего.
Окончил 7 классов, школу фабрично-заводского ученичества (ФЗУ).
В 1934 году А. Г. Зубарев поступил в Харьковский педагогический институт на географический факультет, который успешно окончил в 1938 году. После окончания института работал учителем географии в 88-й харьковской школе, был избран секретарём комсомольской организации школы, а через некоторое время — секретарём Орджоникидзевского райкома ЛКСМУ города Харькова. Член ВКП(б) с 1940 года.
В первые дни войны Зубарев, как секретарь райкома комсомола, уделял много внимания мобилизации комсомольцев и молодёжи в ряды Красной Армии и организации социалистического соревнования среди молодёжи за увеличение выпуска промышленной продукции для фронта на предприятиях Орджоникидзевского района.
Когда немецкие войска приблизились к Харькову, по решению обкома КП(б)У А. Г. Зубарев был оставлен на подпольную работу как секретарь Харьковского обкома ЛКСМУ для развёртывания подпольной борьбы (под именем Петр Коваль).
Возглавляемый им подпольный обком комсомола начал действовать 2 ноября 1941 года.
Руководил работой по организации антинацистской агитации среди населения; успел выпустить 12 названий листовок общим тиражом около 600 экземпляров.
18 января 1942 года квартира, на которой он находился (на улице Артёма), была выявлена агентом немецких спецслужб, действовавшим под видом «связного обкома из Купянска», Зубарев был арестован гестапо и после трёх недель допросов с применением пыток — вывезен за город и расстрелян 15 февраля 1942 года.

## Награды
- Указом Президиума Верховного Совета СССР от 8 мая 1965 года Александру Зубареву присвоено звание Героя Советского Союза (посмертно).
- Награждён орденом Ленина (1965).

## Память
- Бюсты А. Г. Зубарева установлены:
  - перед парадным входом в общеобразовательную школу № 2 в г. Дружковка;
  - перед парадным входом в общеобразовательную школу № 88 в г. Харькове;
  - бюст в сквере Победы на Аллее Героев-комсомольцев, ведущей к Зеркальной Струе в г. Харькове[1] (в ходе строительства Свято-Мироносицкого храма в 2008—2013 гг. аллея была демонтирована).
- Одна из улиц Роганского жилмассива в Харькове была названа в честь А. Г. Зубарева[2].
- В СССР был выпущен почтовый конверт, посвящённый Зубареву[3].